# PES 2010
PES 2010 (sottotitolato Pro Evolution Soccer e conosciuto in Giappone come World Soccer: Winning Eleven 2010) è un videogioco calcistico prodotto da Konami facente parte della celebre serie di PES. Il gioco è stato annunciato il 7 aprile 2009 e la sua pubblicazione in Europa è avvenuto il 22 ottobre 2009 per le versioni PlayStation 3, Xbox 360 e PC DVD, il 23 ottobre 2009 per la versione PlayStation Portable, il 5 novembre 2009 per PlayStation 2 e il 20 novembre 2009 per Wii.
Lionel Messi è, come in Pro Evolution Soccer 2009, il giocatore testimonial del gioco, affiancato da Fernando Torres. Nella versione italiana del gioco Messi è invece affiancato da Alessandro Del Piero.

## Nuove caratteristiche
Rispetto alla versione precedente sono stati migliorati l'aspetto grafico e l'IA. Modifiche sostanziali hanno riguardato i calci di rigore con l'implementazione di un nuovo sistema di tiro. Il gameplay è più lento rispetto a quello di Pro Evolution Soccer 2009, attribuendo più valore alle strategie e ai passaggi che risulteranno fondamentali per segnare. Il gioco online, basato sul sistema di Pro Evolution Soccer 6, è ospitato sui server Sony per la versione PS3 e su quelli Xbox live per la versione Xbox 360. Inoltre è scomparso il Konami ID.
A partire da questo capitolo di PES, la UEFA Champions League è presente anche nella PlayStation 2 , ed è disponibile sia come singola competizione che nelle modalità "Diventa un mito" e "Campionato Master", mentre la UEFA Europa League (non disponibile per Wii, Playstation 2 e PSP) solo nelle ultime due modalità.
Gli arbitri sono dotati di un'intelligenza artificiale migliorata rispetto alla precedenti versioni del gioco, specialmente nell'uso della regola del vantaggio.

## Telecronisti
- Giapponese: Jon Kabira, Masahiro Fukuda e Tsuyoshi Kitazawa
- Inglese: Jon Champion e Mark Lawrenson
- Italiano: Pierluigi Pardo e José Altafini
- Portoghese: Pedro Sousa e João Vieira Pinto
- Spagnolo (Messico): Christian Martinoli e Luis García
- Spagnolo (Spagna): Carlos Martínez e Julio Maldonado "Maldini"

## Colonna sonora
PES 2010 contiene 27 canzoni con licenza:
- 10-FEET – Super Stomper
- The All-American Rejects – Dirty Little Secret
- Andrew W.K. – Party Hard
- Black Kids – Hurricane Jane
- The Chemical Brothers – Galaxy Bounce
- The Chemical Brothers – Midnight Madness
- The Courteeners – Not Nineteen Forever
- David Holmes – Holy Pictures
- Delphic – Counterpoint
- DJ Shadow – Artifact
- The Durango Riot – No Need for Satisfaction
- gUiLLeMoTS – Kriss Kross
- gUiLLeMoTs – Trains to Brazil
- Hoobastank – Sick of Hanging On
- Kaiser Chiefs – Never Miss a Beat
- Kaiser Chiefs – Ruby
- Keane – Again and Again
- Keane – Pretend That You're Alone
- Klaxons – Atlantis to Interzone
- Klaxons – Gravity's Rainbow
- Ocean Colour Scene – Up on the Downside
- Paul Weller – Come On/Let's Go
- Pay Money to My Pain – The Answer Is Not In the TV
- Stereophonics – A Thousand Trees
- Stereophonics – Dakota
- the telephones – Wooo Hoooo
- The Urgency – Move You

## Nazionali presenti

### Europa
- Albania[6]
- Andorra[6]
- Armenia[6]
- Austria[6]
- Azerbaigian[6]
- Bielorussia[6]
- Belgio[6]
- Bosnia ed Erzegovina[6][7]
- Bulgaria[6]
- Croazia[6]
- Cipro[6]
- Danimarca[6]
- Estonia[6]
- Fær Øer[6]
- Finlandia[6]
- Francia[6]
- Georgia[6]
- Germania[6]
- Gibilterra[6]
- Grecia[6]
- Inghilterra[6]
- Irlanda[6]
- Irlanda del Nord[6]
- Islanda[6]
- Israele[6]
- Italia[6]
- Kazakistan[6]
- Kosovo[6]
- Lettonia[6]
- Liechtenstein[6]
- Lituania[6]
- Lussemburgo[6]
- Macedonia[6]
- Malta[6]
- Moldavia[6]
- Montenegro[6]
- Norvegia[6]
- Paesi Bassi[6]
- Polonia[6]
- Portogallo[6]
- Rep. Ceca[6]
- Romania[6]
- Russia[6]
- San Marino[6]
- Scozia[6]
- Serbia[6]
- Slovacchia[6]
- Slovenia[6][8]
- Spagna[6]
- Svezia[6]
- Svizzera[6]
- Turchia[6]
- Ucraina[6]
- Ungheria[6]

### Africa
- Algeria[6]
- Angola[6]
- Benin[6]
- Botswana[6]
- Burkina Faso[6]
- Burundi[6]
- Camerun[6]
- Capo Verde[6]
- Ciad[6]
- Comore[6]
- Costa d'Avorio[6]
- Egitto[6]
- Eritrea[6]
- eSwatini[6]
- Etiopia[6]
- Gabon[6]
- Gambia[6]
- Kenya[6]
- Lesotho[6]
- Liberia[6]
- Libia[6]
- Madagascar[6]
- Malawi[6]
- Mali[6]
- Marocco[9]
- Mauritania[9]
- Mauritius[9]
- Mozambico[9]
- Ghana[6]
- Gibuti[6]
- Guinea[9]
- Guinea-Bissau[9]
- Guinea Equatoriale[9]
- Namibia[9]
- Niger[9]
- Nigeria[9]
- Rep. Centrafricana[6]
- Rep. del Congo[6]
- RD del Congo[6]
- Ruanda[6]
- São Tomé e Príncipe[6]
- Senegal[6]
- Seychelles[6]
- Sierra Leone[6]
- Somalia[6]
- Sudafrica[6]
- Sudan[6]
- Sudan del Sud[6]
- Tanzania[6]
- Togo[6]
- Tunisia[6]
- Uganda[6]
- Zambia[6]
- Zimbabwe[6]

### Americhe
- Anguilla[6]
- Antigua e Barbuda[6]
- Bahamas[6]
- Barbados[6]
- Belize[6]
- Bonaire[6]
- Canada[6]
- Guatemala[6]
- Haiti[6]
- Giamaica[6]
- Messico[6]
- Montserrat[6]
- Nicaragua[6]
- Stati Uniti[6]
- Trinidad e Tobago[6]
- Argentina[6]
- Aruba[6]
- Bermuda[6]
- Bolivia[6]
- Brasile[6]
- Cile[6]
- Colombia[6]
- Costa Rica[6][7]
- Cuba[6]
- Curaçao[6]
- Dominica[6]
- Rep. Dominicana[6]
- Ecuador[6]
- El Salvador[6]
- Grenada[6]
- Guadalupa[6]
- Guyana[6]
- Guyana francese[6]
- Honduras[6]
- Isole Cayman[6]
- Isole Vergini Americane[6]
- Isole Vergini Britanniche[6]
- Martinica[6]
- Panama[6]
- Paraguay[6]
- Perù[6]
- Porto Rico[6]
- Saint-Martin[6]
- Saint Kitts e Nevis[6]
- Saint Lucia[6]
- Saint Vincent e Grenadine[6]
- Sint Maarten[6]
- Suriname[6]
- Turks e Caicos[6]
- Uruguay[6]
- Venezuela[6]

### Asia/Oceania
- Afghanistan[6]
- Arabia Saudita[6]
- Australia[6]
- Bahrein[6]
- Bangladesh[6]
- Bhutan[6]
- Brunei[6]
- Cambogia[6]
- Cina[6]
- Taipei cinese[6]
- Corea del Nord[6][7]
- Corea del Sud[6]
- Emirati Arabi Uniti[6]
- Guam[6]
- Hong Kong[6]
- Giappone[6]
- Giordania[6]
- Indonesia[6]
- India[6]
- Iran[6]
- Iraq[6]
- Kirghizistan[6]
- Kuwait[6]
- Laos[6]
- Libano[6]
- Macao[6]
- Maldive[6]
- Malaysia[6]
- Mongolia[6]
- Birmania[6]
- Nepal[6]
- Isole Marianne Settentrionali[6]
- Oman[6]
- Pakistan[6]
- Palestina[6]
- Filippine[6]
- Qatar[6]
- Singapore[6]
- Sri Lanka[6]
- Siria[6]
- Tagikistan[6]
- Thailandia[6]
- Timor Est[6]
- Turkmenistan[6]
- Uzbekistan[6]
- Vietnam[6]
- Yemen[6]
- Samoa Americane[6]
- Isole Cook[6]
- Figi[6]
- Kiribati[6]
- Nuova Caledonia[6]
- Nuova Zelanda[6]
- Papua Nuova Guinea[6]
- Samoa[6]
- Isole Salomone[6]
- Tahiti[6]
- Tonga[6]
- Tuvalu[6]
- Vanuatu[6]

## Campionati
- Serie A: squadre con licenza, lega senza licenza;
- Premier League: Liverpool e Manchester Utd licenziate.
- Ligue 1: con licenza;
- Eredivisie: con licenza;
- Liga: Athletic Bilbao, Atlético Madrid, Barcellona, Deportivo La Coruña, Espanyol, Racing Santander, Real Madrid, Maiorca, Real Valladolid, Siviglia, Valencia, Villarreal licenziate

## Squadre senza licenza
- Liga: Alm Rojo/Blanco (Almería), Get Azul (Getafe), Gij Rojo/Blanco (Sporting Gijón), Mlg Blanco/Azul (Malaga), Pamp Rojo (Osasuna), Tnr Azul/Blanco (Tenerife), Xrz Azul (Xerez), Zar Blanco/Azul (Real Saragozza).
- Premier League: North London (Arsenal), West Midlands Village (Aston Villa), West Midlands City (Birmingham City), Lancashire (Blackburn), Middlebrook (Bolton), Lancashire Claret (Burnley), London FC (Chelsea), Merseyside Blue (Everton), West London White (Fulham), Yorkshire Orange (Hull City), Man Blue (Manchester City), Pompy (Portsmouth), The Potteries (Stoke City), Wearside (Sunderland), North East London (Tottenham), East London (West Ham Utd), Lancashire Athletic (Wigan), Wolves (Wolverhampton).

## Altre squadre con licenza
- Slavia Praga
- Sparta Praga
- Dinamo Zagabria
- Brøndby IF
- Copenaghen
- HJK Helsinki
- AEK Atene
- Olympiacos
- Panathīnaïkos
- PAOK[10]
- Rosenborg B.K.
- Wisła Cracovia[10]
- Dinamo Bucarest
- CFR Cluj[10]
- Unirea Urziceni
- Lokomotiv Mosca
- Spartak Mosca
- Zenit San Pietroburgo
- Aberdeen[10]
- Celtic
- Hearts[10]
- Rangers
- Stella Rossa
- AIK
- IFK Göteborg
- Hammarby
- Kalmar
- Basilea[10]
- Beşiktaş
- Fenerbahçe
- Galatasaray
- Sivasspor
- Šachtar
- Metalist[10]
- Dinamo Kiev
- Boca Juniors
- River Plate
- Internacional

## Altre squadre senza licenza
- Marchidegna (Paniōnios)
- Huerpojauza C.F. (Stabæk)
- FC Cerchizmajiu (Timișoara)
- Alashergokh F.C. (Amkar Perm')
- F.C. Kholugavinsk (Rubin)
- F.K. Ljemorac (Dinamo Mosca)
- PFC Ryagzhilograd (CSKA Mosca)
- A.S. Punoichongaux (Zurigo)
- MFK Trnolevoce (Trabzonspor)

## Squadre di fantasia
- PES United
- WE United

## Stadi
Con licenza
| #  | Stadio                | Nazione     | Squadra            |
| -- | --------------------- | ----------- | ------------------ |
| 1  | Anfield               | Inghilterra | Liverpool          |
| 2  | Old Trafford          | Inghilterra | Manchester Utd     |
| 3  | Wembley Stadium       | Inghilterra | Inghilterra        |
| 4  | Camp Nou              | Spagna      | Barcellona         |
| 5  | Santiago Bernabéu     | Spagna      | Real Madrid        |
| 6  | Estádio do Dragão     | Portogallo  | Porto              |
| 7  | Estádio José Alvalade | Portogallo  | Sporting Lisbona   |
| 8  | Estádio da Luz        | Portogallo  | Benfica            |
| 9  | Amsterdam ArenA       | Paesi Bassi | Ajax               |
| 10 | El Monumental         | Argentina   | River Plate        |
| 11 | Saitama Stadium 2002  | Giappone    | Urawa Red Diamonds |
| 12 | Stade de France       | Francia     | Francia            |
| 13 | Stade Louis II        | Monaco      | Monaco             |
| 14 | Giuseppe Meazza       | Italia      | Inter              |
| 15 | San Siro              | Italia      | Milan              |
| 16 | Stadio Olimpico       | Italia      | Roma e Lazio       |

Senza licenza
| # | Stadio                | Nome reale             | Nazione        |
| - | --------------------- | ---------------------- | -------------- |
| 1 | Konami Stadium        | -                      | Giappone       |
| 2 | Estádio Amazonas      | Estádio Vivaldo Lima   | Brasile        |
| 3 | Bristol Mary Stadium  | Veltins-Arena          | Germania       |
| 4 | Estadio De Palenque   | Estadio Azteca         | Messico        |
| 5 | Mohamed Lewis Stadium | Félix Houphouët-Boigny | Costa d'Avorio |
| 6 | Ville Marie Stadium   | Emirates Stadium       | Inghilterra    |

La versione per PlayStation 2 presenta ulteriori 10 stadi:
Con licenza
| # | Stadio                 | Nazione | Squadra             |
| - | ---------------------- | ------- | ------------------- |
| 1 | Riazor                 | Spagna  | Deportivo La Coruña |
| 2 | Mestalla               | Spagna  | Valencia            |
| 3 | Stadio Artemio Franchi | Italia  | Fiorentina          |
| 4 | Stadio delle Alpi      | Italia  | Juventus            |
| 5 | Stadio Ennio Tardini   | Italia  | Parma               |

Senza licenza
| # | PES 2010 Stadio    |
| - | ------------------ |
| 1 | Cuito Cuanavale    |
| 2 | Blautraum Stadion  |
| 3 | Amerigo Atlantis   |
| 4 | Estadio Gran Chaco |
| 5 | Nakhon Ratchasima  |
| 6 | Club House         |

## Aggiornamenti

### Patch
Patch 1.01
È stata pubblicata il 22 ottobre 2009, data di uscita del gioco. Essa ha aggiunto le 3 seguenti modalità per l'online:
- Miti
- Comunità
- Competizione

Patch 1.02
È stata pubblicata il 17 novembre 2009. L'obiettivo principale della patch è quello di poter mantenere i propri dati di gioco in concomitanza con l'installazione del pacchetto di aggiornamenti ufficiale, uscito il 24 novembre.
Patch 1.03
È stata pubblicata il 21 dicembre 2009 insieme al DLC. Essa rende le impostazioni di formazioni più facili da utilizzare, e aggiunge icone per mostrare lo stato della connettività degli utenti durante le partite online. Tutte le impostazioni di formazione possono quindi essere salvate e memorizzate per essere poi caricate automaticamente, velocizzando quindi le operazioni pre-partita. Le nuove icone di connettività mostreranno l'utente con un'icona grigia, mentre per la connessione degli avversari i colori saranno verde, giallo e rosso con quest'ultimo che rappresenta il peggiore. La patch, inoltre, migliora il match making tra utenti della versione PC-DVD con differenti processori.

### DLC
DLC 1.02
È stato pubblicato il 9 novembre 2009 per aggiornare le rose alla chiusura del mercato estivo ed aggiungere la nuova maglia di casa della Nazionale giapponese. Inoltre ha aggiunto quattro nuove squadre nella modalità Champions League: Atlético Madrid, Olympiakos, Lione e Fiorentina.
DLC 1.03
È stato pubblicato il 21 dicembre 2009 Ïed ha introdotto i seguenti nuovi scarpini:
- - Umbro Speciali
  - Puma v1.10 i
  - Puma v-Konstrukt III
  - Nike CTR360 Maestri
  - Nike Mercurial Vapor superfly (gialle)
  - Nike T90 Laser III (verdi)
  - Nike Tiempo Legend III
  - Adidas Predator X TRX (due nuovi colori)
  - Adidas F50i TuniT (nuovo colore)

Sono stati introdotti anche i seguenti nuovi palloni:
- - Nike Total 90 ASCENTE (nero)
  - Puma Speed Ball
  - Umbro DYNAMIS LSR Pro Ball (nuovo colore)

DLC 1.04
È stato pubblicato il 16 febbraio 2010. Esso aggiorna le rose al mercato invernale fino al 15 gennaio, con aggiustamenti ai parametri dei giocatori in base alle loro prestazioni nella prima parte di stagione, più altre aggiunte relative agli scarpini.
Konami dichiara che questo DLC contiene un bug che si verifica quando si tirano calci di punizione con i seguenti giocatori:
- - Simão (Portogallo, Atlético Madrid);
  - Villa (Spagna, Valencia);
  - Santi Cazorla (Spagna, Villarreal);
  - Diego (Brasile, Juventus);
  - Luis García (Espanyol);
  - Pedro León (Getafe).

DLC 1.05
È stato pubblicato il 19 febbraio 2010 ed ha risolto il bug della versione 1.04.
DLC 1.06
È stato pubblicato il 30 marzo 2010. Esso aggiorna le formazioni e i trasferimenti alla chiusura del mercato invernale, aggiunge nuove scarpe Adidas utilizzate da Lionel Messi, e il pallone Adidas della finale di Champions League 2009-2010 di Madrid.
DLC 1.07
È stato pubblicato l'8 giugno 2010. Questo DLC aggiorna le rose e le divise per le seguenti Nazionali: Giappone, Ghana, Costa D'Avorio, Argentina, Brasile, Irlanda, Italia, Inghilterra, Grecia, Croazia, Svezia, Spagna, Germania, Francia, Paesi Bassi, Portogallo, Australia e Corea del Sud.